# Tercera Batalla de Cholet
La Tercera Batalla de Cholet (8 de febrero de 1794) fue un enfrentamiento militar librado durante la guerra de la Vandea. Los vandeanos intentaron asaltar la villa pero fueron rechazados tras la llegada de los refuerzos republicanos.
El ataque comenzó a las 10:00 horas, cuatro a siete mil vandeanos se reunieron en Nuaillé al mando de Jean-Nicolas Stofflet para atacar Cholet desde el oriente. Los republicanos tenían ahí las 3.ª y 11.ª columnas, sumaban 3000 hombres que ocupaban la villa desde el 29 de enero por órdenes de Louis Marie Turreau.
Los republicanos huyeron en pánico muy rápido. El general Jean Alexandre Caffin (1751-1828) fue gravemente herido y el general Jean-Baptiste Moulin (1754-1794) estaba herido y se suicidó para evitar ser capturado. Sin embargo, dos horas después la 9.ª columna comandada por el general Étienne Jean-François Cordellier-Delanoüe (1767-1845), 3.000 hombres en total, llegaron y recuperaron la ciudad. Los vandeanos se retiraron a Nuaillé, pero los republicanos estaban demasiado agotados.
Tras la batalla, el general Jean-Baptiste Huché (1749-1805) ocupó la urbe con 1.460 soldados por orden de Turreau.